# Kalibrator prądu
Kalibrator prądu – elektronicznie sterowane źródło prądu. Wzorzec, który umożliwia otrzymanie natężenia prądu z określoną dokładnością bez konieczności mierzenia i ręcznego korygowania nastawy. Kalibratory prądu zapewniają nastawy prądu z błędami w granicach od 0,05% do 0,001%. Kalibratory te wykorzystywane są przede wszystkim do wzorcowania i sprawdzania przyrządów pomiarowych. 